# Rattus argentiventer
Rattus argentiventer е вид бозайник от семейство Мишкови (Muridae).

## Разпространение
Видът е разпространен в Бруней, Виетнам, Източен Тимор, Индонезия, Камбоджа, Лаос, Малайзия, Сингапур, Тайланд и Филипини.